# Russulales

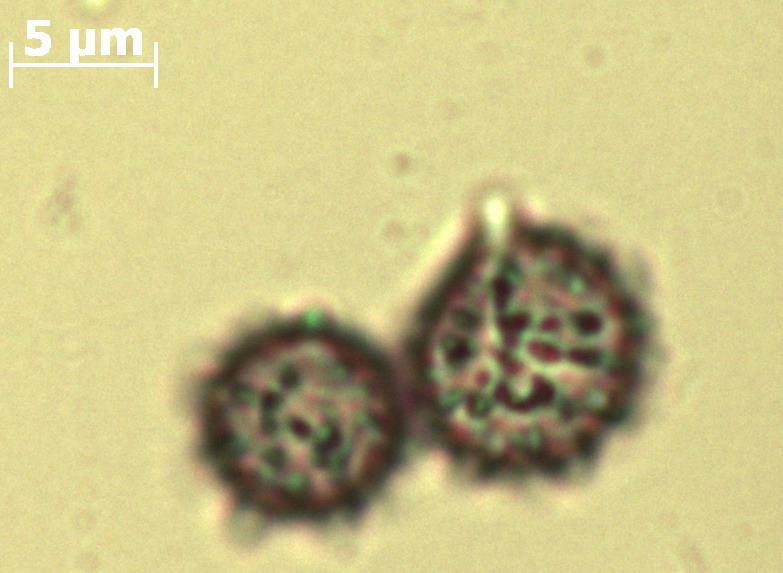
Esporas de Russula foetens Fr., donde se aprecian las excrecencias características.

Russulales es un orden de hongos perteneciente a la clase Agaricomycetes. Incluye 12 familias, 80 géneros y 1767 especies. El género Clavicorona se suele incluir en Russulales, aunque su especie tipo C. taxophila está clasificada como Agaricales. El resto de especies de este grupo se mantiene en Russulales, dentro del género Artomyces.
Los representantes de este orden constituyen una línea evolutiva independiente de hongos agáricos, no relacionados directamente con los del orden Agaricales. Este grupo también incluye algunos hongos subterráneos —hipogeos—, hongos con forma de poliporo (como Bondarzewia), y otras especies que producen esporocarpos en forma de coral o de clava (como Artomyces).
Las esporas de las especies del orden Russulales están ornamentadas de forma característica con retículas o verrugas de material amiloide, aunque se conocen algunas excepciones a esta norma (por ejemplo, en la especie Heterobasidion annosum).

## Taxonomía
En el orden Russulales se incluyen las siguientes familias, así como cinco géneros incertae sedis:
- Albatrellaceae
- Amylostereaceae
- Auriscalpiaceae
- Bondarzewiaceae
- Echinodontiaceae
- Hericiaceae
- Hybogasteraceae
- Lachnocladiaceae
- Peniophoraceae
- Russulaceae
- Stephanosporaceae
- Stereaceae

Géneros incertae sedis
- Aleurocystidiellum
- Gloeopeniophorella
- Haloaleurodiscus
- Scopulodontia
- Scytinostromella